# Chelonus armeniacus
Chelonus armeniacus är en stekelart som beskrevs av Vladimir Ivanovich Tobias 1976. Chelonus armeniacus ingår i släktet Chelonus och familjen bracksteklar. Inga underarter finns listade i Catalogue of Life.